# Parco del Basso Olona
Il Parco locale di interesse sovracomunale del Basso Olona, istituito nel 2010, occupa un territorio di 268 ettari, posti nei comuni di Rho (capofila), Pogliano, Pregnana e Vanzago, nel nord ovest di Milano. Una particolarità tutta sua sta nel nome, comparato con la posizione geografica; l'Olona infatti è un fiume che sgorga in collina sopra Varese e sfociava nel Po, dopo un percorso di circa 120 km. Già al tempo dei romani il fiume risultava artificialmente diretto a Milano per contribuire alla inusuale mancanza d'acqua di fiume,  necessaria e caratteristica di ogni grande città di antica fondazione.
Nel Plis del Basso Olona si trova campagna agricola ancora fiorente insieme con quella di sopravvivenza, causata dallo spezzettamento dei campi tra aree fabbricabili, capannoni, strade e autostrade, ferrovie di secolare insediamento e recentissima alta velocità. Si trova un unico fontanile, recuperato con molta attenzione da parte dell'amministrazione comunale pregnanese in ciò spinta da alcune associazioni volontaristiche che si sono succedute anche nel promuoverne la conoscenza.
Troviamo alcune antiche cascine, riconoscibili nella loro originaria struttura, lodevolmente mantenuta e troviamo anche una cascina moderna a pieno titolo, funzionante e in grado di sostenere l'onere di lavorare in ambiente periurbano, molto impegnativo. Troviamo tra i molti dismessi, anche l'unico molino rimasto funzionante lungo l'Olona, che nei suoi tempi andati ne alimentava ben 116, nei soli sessanta chilometri di percorso.
Il parco è in stretta connessione con il parco del Roccolo e il parco dei Mulini, consentendo così una continuità del sistema ecologico lungo il fiume Olona.